# Eric Gull
Eric Gull (Quilmes, Argentina, 23 de agosto de 1973) es un exjugador argentino de balonmano que se desempeñaba como lateral derecho. Es considerado como uno de los jugadores más talentosos que han surgido de su país en toda la historia. Entre 1997 y 2010 actuó profesionalmente fuera de la Argentina, en equipos de Brasil, Suecia, España, Francia, Túnez, Rusia y Catar. Fue además capitán de la selección de balonmano de Argentina, llegando a disputar cinco ediciones del Campeonato Mundial de Balonmano Masculino. Recibió cuatro veces el Premio Olimpia de Plata y en 2010 le fue concedido el Diploma al Mérito del Premio Konex.
Al retirarse de la práctica profesional del balonmano, pasó a desempeñarse como entrenador en clubes de su país.  

## Trayectoria

### Clubes
| Club                        | País      | Año         |
| --------------------------- | --------- | ----------- |
| AACF Quilmes                | Argentina | 1988 - 1997 |
| Santo André                 | Brasil    | 1997 - 1998 |
| LUGI HF                     | Suecia    | 1998 - 1999 |
| São Caetano                 | Brasil    | 1999 - 2000 |
| Ademar León                 | España    | 2000 - 2001 |
| SC Sélestat Handball        | Francia   | 2001 - 2003 |
| Espérance Sportive de Tunis | Túnez     | 2003        |
| Chejovskie Medvedi          | Rusia     | 2003 - 2004 |
| BM Valladolid               | España    | 2004 - 2007 |
| FC Barcelona                | España    | 2007 - 2008 |
| Al-Sadd                     | Catar     | 2008 - 2009 |
| BM Ciudad Real              | España    | 2009 - 2010 |
| AACF Quilmes                | Argentina | 2010 - 2012 |

## Selección nacional
Gull jugó cinco  ediciones del Campeonato Mundial de Balonmano Masculino representando a Argentina (1997, 1999, 2001, 2003 y 2009). En 2006 decidió dejar de jugar para el equipo nacional -motivo por el cual no estuvo presente en el Campeonato Mundial de Balonmano Masculino de 2007-, pero retornó en 2009.
Asimismo guio a su equipo en la conquista del Campeonato Panamericano de Balonmano en 2000, 2002 y 2010.  
Con la selección nacional Gull jugó un total de 137 encuentros, habiendo anotado 349 goles. 

## Vida privada
Eric Gull es padre de Sofía Gull Querin y Juan Gull Querin, ambos jugadores de balonmano en sus respectivas selecciones. 